# Festes de Santa Tecla de Tarragona

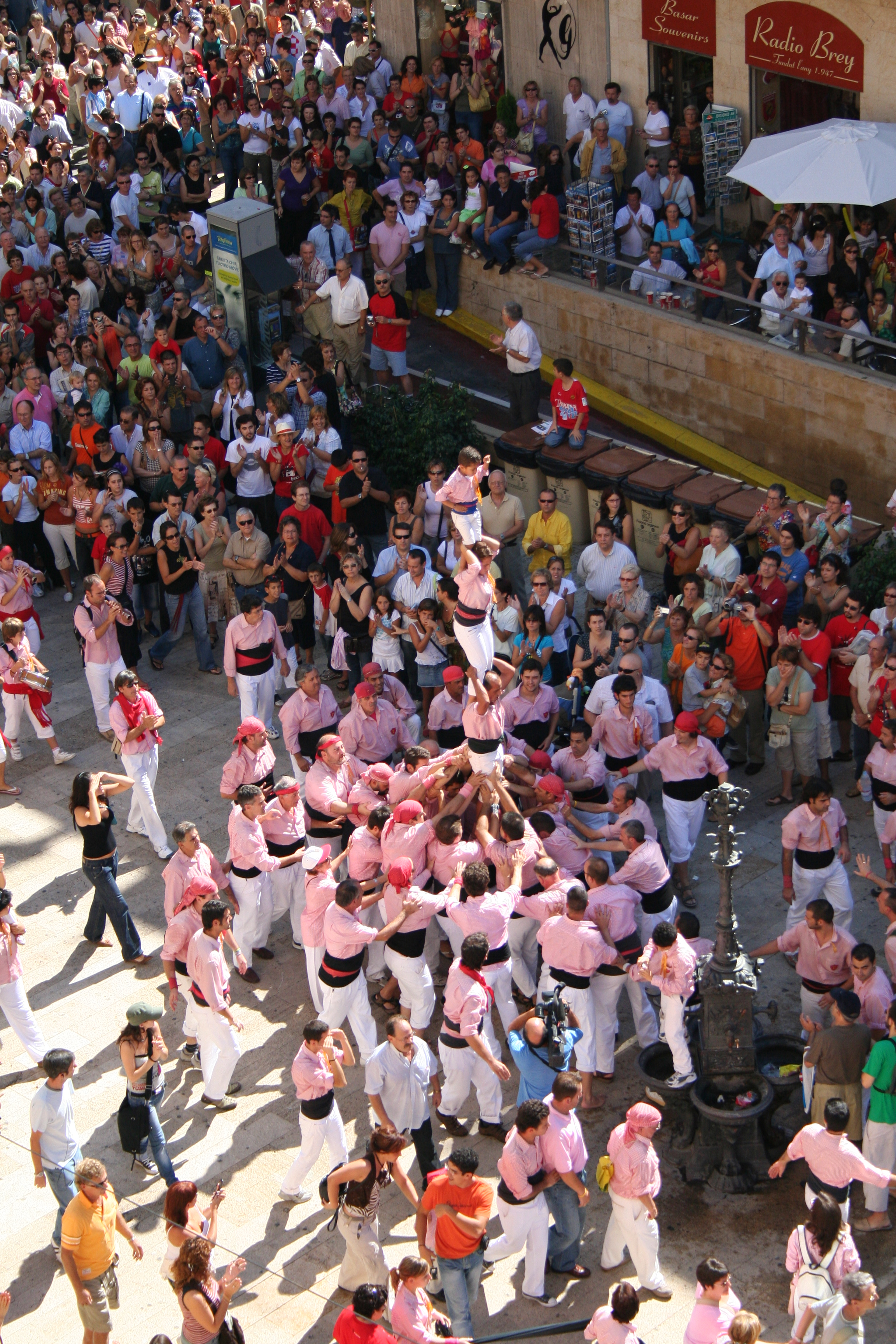
Pilar de 4 caminant dels Xiquets de Tarragona durant la festa de Santa Tecla de 2006

Les Festes de Santa Tecla de Tarragona són les més grans de la ciutat de Tarragona i se celebren al voltant del 23 de setembre, festivitat de santa Tecla i jornada central de la celebració. Duren deu dies complets més la nit sencera del 22 al 23 de setembre. Aquesta festa gaudeix dels reconeixements de Festa d'interès turístic nacional, atorgada l'any 1996 pel govern de l'Estat espanyol, i de Festa patrimonial d'interès nacional, atorgada per la Generalitat de Catalunya. Són unes de les més emblemàtiques de Catalunya.
La festa té onze jornades repartides en deu dies, cadascun anunciat per les matinades, i una nit completa, la del 22 al 23 de setembre. Conjumina multitud d'activitats —al voltant de 480 l'any 2006— organitzades per cent trenta-sis col·lectius amb una riquíssima seqüència ritual hereva de l'època medieval i modelada al llarg de set segles. Finalment, la diversitat dels actes que configuren el programa de Santa Tecla, que suposa any rere any una extraordinària participació de públics ben diversos, fa que Tarragona esclati per la seva festa gran.
El model que combina el Seguici Popular i el fet casteller adquireix a Tarragona una esplendor extraordinària, ja que el conjunt de balls, bestiari, entremesos, balls parlats, representacions al·legòriques i sonadors és el més ric de tots els Països Catalans i, per extensió, de tot l'Estat espanyol. Així mateix, la singularitat dels pilars caminant que pugen i baixen les escales de la Catedral de Tarragona també és absolutament captivador.
L'oració més popular d'aquestes festes:
| « | Santa Tecla gloriosa, mare de tots els tarragonins. Què hi ha avui per dinar? Espineta amb caragolins! | » |

## Història

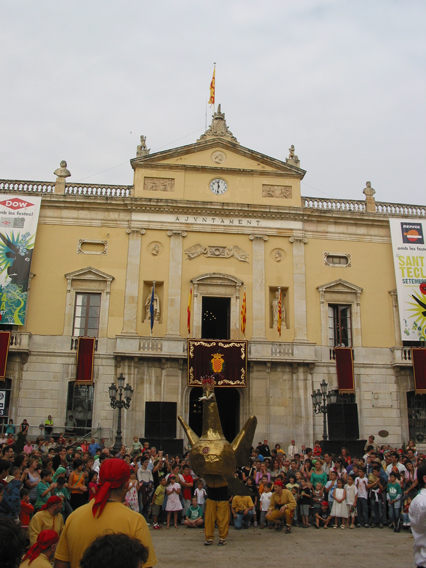
Àliga de Tarragona davant l'Ajuntament durant la festa de Santa Tecla

Si bé a Tarragona el culte a santa Tecla ja era practicat des de molt antic, no serà fins al període de la Reconquesta quan les festes perfilen l'estructura embrionària que es perpetuarà i que pren el carrer com a espai essencial per a la seva realització. L'any 1091 el papa Urbà II restableix, si més no jurídicament, la seu metropolitana de Tarragona i declara la festivitat de Santa Tecla (23 de setembre) jornada de precepte i celebració principal de l'any. Això no obstant, únicament es tracta d'una fase prèvia a la restauració efectiva realitzada l'any 1118, quan el comte de Barcelona, Ramon Berenguer III el Gran, fa ofrena de la ciutat al bisbe Oleguer de Barcelona. Serà a partir d'aquell moment quan es pot parlar d'una repoblació real de Tarragona. La butlla pontifícia de Gelasi II ratifica la diada de Santa Tecla com a festa principal de l'any i, evidentment, jornada de precepte.
La importància del camí iniciat es veurà confirmada el 1239 en el primer Concili Provincial, presidit per l'arquebisbe Pere d'Albalat, i el 1277 en el Concili de l'arquebisbe Bernat d'Olivella. Fins aquest moment, però, la festa es limita al marc estrictament litúrgic.
L'expansió creixent de la celebració de la santa condueix a un fet que esdevindrà cabdal per al desenvolupament de les festes. A l'època medieval, quan Catalunya era una potència naval a la Mediterrània, Armènia també vivia un període d'esplendor, ja que era un lloc de pas obligat de la Ruta de la Seda. Com que tots dos són pobles amb vocació comerciant, aviat van fer negocis. La relíquia del braç de santa Tecla que hi ha a la catedral de Tarragona la va anar a buscar a Armènia una expedició de catalans enviada per Jaume II, on va ser adquirida a canvi d'un tron d'or, 200 cavalls andalusos i 400 formatges de Mallorca. El 17 de maig de 1321 arribà a Tarragona la relíquia del sant braç de la patrona. La ciutat preparà una rebuda espectacular i impactant, que va servir com a punt de referència per a la posterior estructuració de la festa. Per primer cop la població ocupa el carrer i se'l fa seu, a través de tots els seus estaments: polític, eclesiàstic, militar i treballador. L'espai s'omple dels nous balls fets pels gremis locals, que, en un procés de sincretisme de rituals precristians i cristians, són adaptats sempre al servei del que és sagrat. La transcendència ciutadana que aquest acte tingué, i també l'equiparació de la festivitat de Santa Tecla a la del Corpus Christi —ja celebrada de forma destacada des del 1357 a instàncies de l'arquebisbe Sanç López d'Ayerbe—, conduiran a la instauració de la celebració solemne de l'octava de Santa Tecla a partir del 1359, i a la publicació d'un document clau per entendre les festes: les Ordinacions de Santa Tecla que el 26 de juliol de 1370 estableix l'arquebisbe Pere Clasquerí a instàncies dels cònsols de la ciutat.
La filosofia del text equipara el nivell de la festa de Santa Tecla a la del Corpus, per la qual cosa són considerades dates fonamentals dins el calendari local. La seqüència ritual o estructura de les festes que s'estableix per a la vigília i la diada de la patrona es manté fins a l'actualitat. Per al 22 de setembre s'estableix el cant de vespres a la catedral, epicentre de la festa, i l'actuació de les danses dels gremis per tota la ciutat, és a dir, l'actual cercavila. Per al dia 23 de setembre queda establerta l'anada a ofici amb les danses i amb la senyera de la ciutat i les dels gremis, i també la sortida de la processó del sant braç sota pal·li, pel carrer i precedida pels balls. La consueta o llibre de pràctiques i cerimònies de la Catedral del 1369, escrit per Pere Figuerola, ja constatava, però, que "la professó va aquest dia per la ciutat ab lo braç de Santa Tecla (...) los senyors de ciutadans agen temps a fer lur solemnitat ab ses banderes e altres coses segons els an be acostumat de fer cascun any". Per tant, l'anada a ofici i la processó poden considerar-se anteriors a les Ordinacions que les regularen.
A més, les Ordinacions estableixen la neteja i el guarniment dels carrers de la ciutat, i especialment aquells per on havia de passar la processó. Indiquen també l'assistència del clergat a la processó i l'aportació de vint ciris amb el senyal de la ciutat que els cònsols del municipi sufragaran per tal d'il·luminar el braç.
A les danses, embrió del seguici popular, s'aniran sumant elements que complicaran i completaran progressivament la dimensió de la festa. A partir del 1381 és documentat el bestiari fantàstic i popular; a partir del 1385, els personatges bíblics; des de 1399, les figures hagiogràfiques inanimades; des del 1402, els jocs o representacions al·legòriques, ja amb una certa acció dramàtica; des del segon quart del segle xv, les roques o castells —plataformes mòbils a l'estil dels actuals passos de Setmana Santa—, i els entremesos. Els objectius lúdics i els catequètics es barregen sovint amb la lluita per l'exteriorització dels poders municipal i arquebisbal, i generen un augment de l'espectacularitat i complexitat de les festes.
Paral·lelament, el 1383 ja es documenta a la ciutat de Tarragona la fabricació de "voladors de foc grec" per part dels droguers i els especiers, que s'usaven per a la festa popular, constituint aquesta data una notícia de notable antiguitat dins el món dels focs artificials.

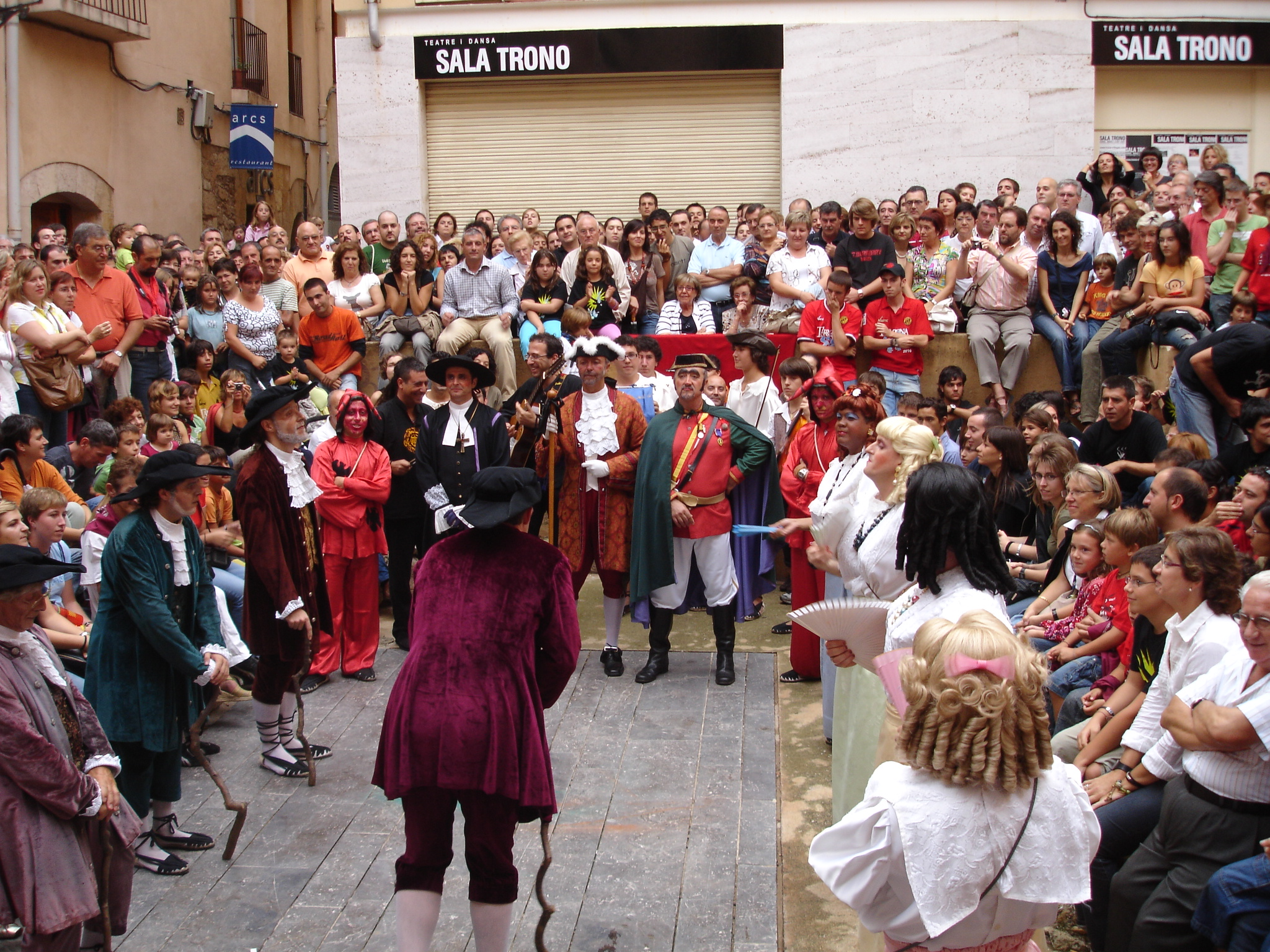
Representació del Ball de Dames i Vells, Festa Major 2007

L'arribada del segle xvi i l'aparició dels balls parlats —alguns nous i altres redefinits a partir d'antics entremesos i danses— conformarà la darrera peça d'una estructura de la festa que es mantindrà en essència vigent i sense alteracions notables fins a l'arribada del segle xix. En tot cas, la seva importància serà creixent, com ho demostra, per exemple, l'acord del concili provincial celebrat a Barcelona el 1564 sota la presidència del patriarca d'Antioquia Fernando de Loazes, que ratifica la festivitat de Santa Tecla com de precepte, ara per a tota la província eclesiàstica.
El segle xix serà un segle crucial per a l'evolució de les festes de Santa Tecla. Al llarg de la seva primera meitat es definirà la morfologia dels castells i el seu paper dins la celebració. Aquell element relativament nou, tot i que l'escriptor Rafael d'Amat, baró de Maldà, ja el 1794 en lamentava l'absència, esdevindrà essencial en les festes de Santa Tecla. Josep Pin i Soler, a la seva novel·la La família dels Garrigas, presenta una excel·lent descripció de la festa de mitjan segle xix. En aquests moments, a més dels actes i elements que pervivien des de l'edat mitjana, hi ha un paper destacadíssim assolit per les colles castelleres, i activitats avui imprescindibles com les matinades, amb els grallers i tabalers, o el castell de focs artificials de la diada de Santa Tecla, o potser més desconegudes com el repic general de campanes o el cant dels goigs a la catedral. També s'ha configurat una figura emblemàtica en la festa: el Magí de les Timbales.
La segona meitat del segle xix comporta una nova refosa de les festes. D'una banda, l'Ajuntament col·loca els seus elements definidors en el seguici popular a una categoria artística elevada. En aquest sentit, els gegants moros, els gegantons negritos i els nans vells, cisellats tots per Bernat Verderol, semblen voler separar-se dels elements més senzills i populars; els balls, que patiran un retrocés notable, especialment per la forta batzegada que pateixen les entitats que els suportaven, els gremis, en la primera meitat de la centúria, i també pels atacs continus que reben per part dels estaments benestants. D'altra banda, la pirotècnia adquireix una major importància en la festa. Entra molt en joc el paper del soroll enfront del color, i, per això, es multipliquen les engegades de tronades. El ball de diables sembla equilibrar la balança llum-soroll, i surt per primer cop en actuacions independents fora del seguici, en un clar precedent de l'actual correfoc. Finalment, s'importa des de les comarques empordaneses la dansa de la sardana que inicia el camí cap a símbol nacional.
El segle xx, fins a l'arribada dels ajuntaments democràtics de la dècada de 1970, serà un període més aviat fosc per al conjunt de les festes de Santa Tecla. El 1911 el papa Pius X suprimeix el caràcter festiu de la diada de la santa, que esdevé jornada laboral. No serà fins al 10 de juliol de 1917, quan el papa Benet XV la restableix a instàncies de l'Ajuntament presidit per l'alcalde Robert Guasch i amb tècnics de la talla d'Emili Morera. El 3 de setembre el govern espanyol d'Eduardo Dato accedeix a la restitució de la festivitat.
La Guerra Civil espanyola (1936-1939) i la consegüent postguerra tenyiran de negre la festa major de Santa Tecla fins al punt de relegar-la a un segon ordre. Les autoritats del moment capgiren la història de la ciutat i eleven la festa petita de Sant Magí a la categoria de principal, amb l'ànim d'utilitzar-la com a font de captació de turistes en ple estiu i, conseqüentment, en detriment dels tarragonins.
L'arribada dels ajuntaments democràtics ha comportat la reivindicació de les festes de Santa Tecla com la celebració gran de la ciutat de Tarragona. La recuperació del seguici popular, gairebé anihilat fins aleshores, la reinstauració de les tronades, el retrobament dels tocs manuals de campanes, la difusió, l'extensió i la millora del toc de la gralla i el tabal, la diversificació dels instruments tradicionals, i també la seva aplicació, són algunes de les característiques de les festes de Santa Tecla actuals. En definitiva, el retrobament d'un patrimoni ciutadà que s'inicià amb l'ús del carrer com a espai lúdic.

## Elements característics
Entre els elements més distintius d'aquesta celebració destaquen:

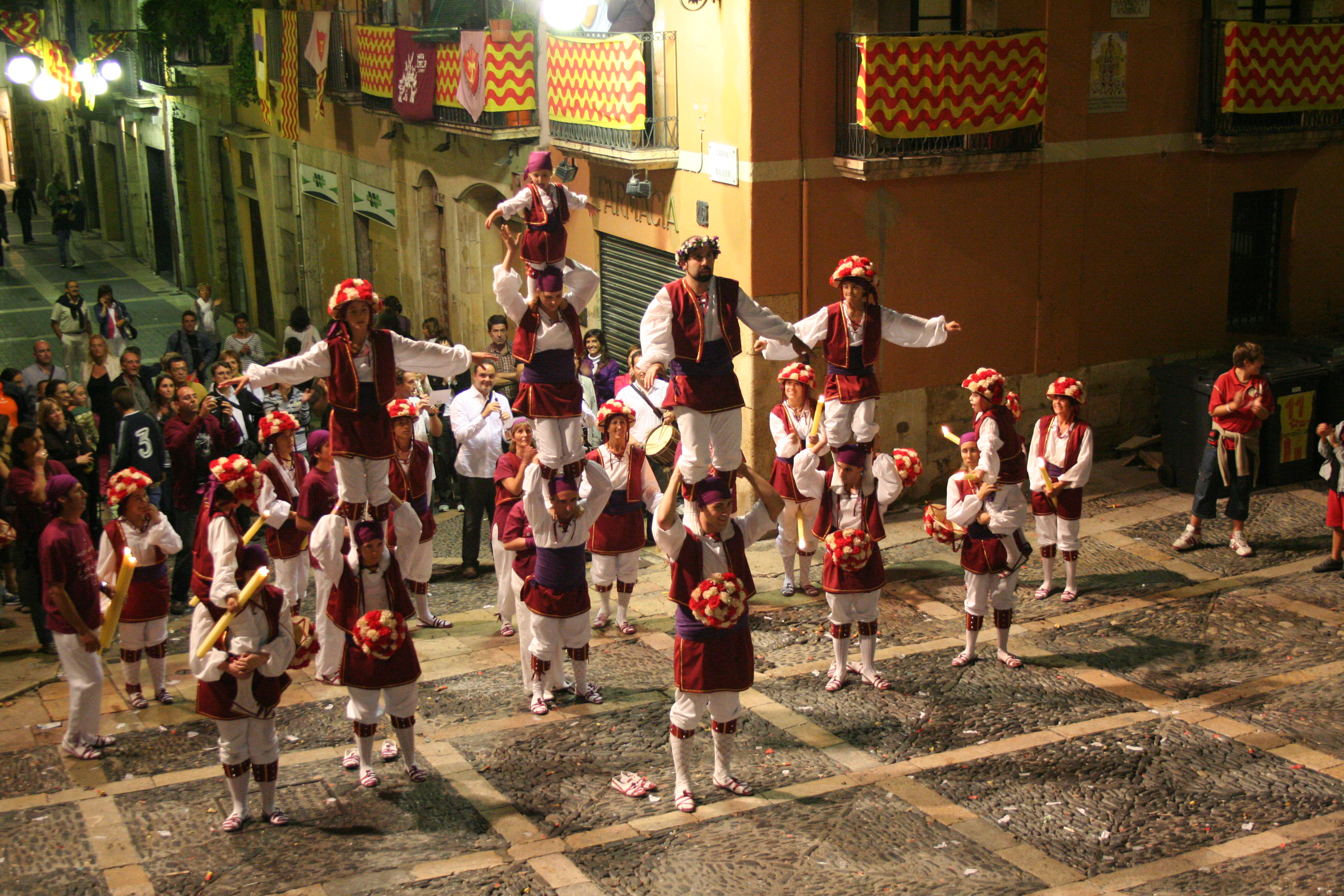
Moixiganga de Tarragona

El Seguici Popular: conjunt de danses, bèsties, entremesos, representacions al·legòriques, balls parlats i músics populars, que protagonitzen les Festes des del segle xiv. Els elements que actualment l'integren són: el Ball de Diables, el Drac de Sant Roc, el Bou, la Víbria, el Ball d'en Serrallonga, l'Àliga, la Mulassa, la Cucafera, el Lleó, el Magí de les Timbales, els Gegantons Negritos, els Gegants Moros, els Gegants Vells, els Nanos Vells, els Nanos Nous, el Ball de Bastons, el Ball de Pastorets, el Ball de Turcs i Cavallets, el Ball del Patatuf, el Ball de Cercolets, el Ball de Bastons de l'Esbart Santa Tecla, el Ball de Dames i Vells, el Ball de Gitanes, el Ball de Valencians, el Ball de Cossis, el Ball dels Set Pecats Capitals, el Ball de Titans, la Moixiganga, la Banda Unió Musical de Tarragona, els sonadors, els grallers, altres bandes i músics convidats.
Els Castells humans: agrupacions d'homes, dones i nens que executen torres de fins a deu pisos d'altura, i que es van incorporar a la celebració patronal en l'últim terç del segle xviii, encara que els seus antecedents —el ball de Valencians— ja sortia en el segle anterior. Existeixen quatre colles castelleres a Tarragona:
- Colla Castellera Xiquets de Tarragona
- Colla Jove Xiquets de Tarragona
- Xiquets del Serrallo
- Colla Castellera de Sant Pere i Sant Pau

## La seqüència ritual d'actes
- Dia 14. La Crida i la Nit Inaugural és la invitació a la celebració de les Festes per part de l'alcalde. Els músics del municipi surten a la balconada consistorial per a anunciar la festa, i a continuació esclata la primera Tronada pirotècnica, manifestació ja documentada l'any 1550.[2] També es realitzen alguns concerts.

- Dissabte de les Festes. La mostra de Folklore viu és un acte únic en el qual grups festius rituals d'altres localitats i que habitualment no actuen fora de la seva pròpia plaça, es desplacen extraordinàriament a Tarragona. Cada any hi ha un eix temàtic diferent.[4]

- Primer diumenge de les Festes. La Diada Castellera concentra dues de les colles castelleres més importants de Catalunya, així com les dues agrupacions de la ciutat que millors construccions han bastit l'any anterior, en una de les exhibicions més reconegudes del calendari anual del país.[5]
- Dia 18. A primera hora de la nit la Moixiganga col·loca el mocador carmesí de les Festes, enlairant unes torretes, a la imatge de la patrona ubicada en el carrer de Santa Tecla, just a tocar de la Catedral. Aquest acte consuetudinari es manté fora del programa oficial.[6]

- Dia 19. La Santa Tecla Petita. Destaca la reproducció a escala infantil del Seguici Popular i dels Castells que realitzen els adults en els dies centrals.[2]

- Dia 20. El retaule, El Correfoc Petit i altres actes: representació mimada a la Catedral sobre la vida de santa Tecla. També tarda de correfoc petit per la canalla a la rambla Nova.[2]

- Dia 21. El Pregó. L'Arrencada i la Baixada. Dia Internacional de la Pau reuneix davant una tassa de cafè, una copa del licor Chartreuse i de conyac Torres, i amb un puro a la boca, a centenars de festers. A la tarda, el pregó encarregat pel Sr.Alcalde de la ciutat i un pregoner/a. Pels volts de les set de la tarda, Toc de Prima al campanar de la Catedral i toc de trompeters al balcó del Consistori. Després, es fa una cercavila d'Arrencada que participen tots els gegants de la ciutat (gegants dels barris, dels carrers o de les places). Finalment, a mitjanit es fa la tradicional i ritual Baixada de l'Àliga, la Mulassa i el Lleó i d'altres no oficials que fan un recorregut des de les escales de la Catedral, passant pels carrers pròxims del Pretori Romà i fins a arribar a l'Ajuntament.[2]

- Dia 22. La Vigília Entrada ritual dels músics tradicionals a la ciutat. A la tarda, primera sortida al complet del Seguici Popular. A continuació, balls parlats amb versos crítics i representació completa de la Moixiganga, que, mitjançant torretes, executa els misteris de la Passió de Jesucrist.[2]

- La Revetlla. Astrancada i Matinades. Nit i matinada del 22 al 23 contínua de festa amb nombroses actuacions musicals a tota la ciutat. Aquesta nit s'anomena de forma no oficial empalmada.

- Dia 23. Diada de Santa Tecla. Toc de matinades. Sortida del seguici popular de Tarragona, al matí, per acompanyar la bandera i assistència a ofici, i a la tarda per assistir la Processó de Santa Tecla.[2] Al migdia, actuacions castelleres de les 4 colles castelleres locals.[5] Finalment, l'espectacular entrada del braç de Santa Tecla i l'empresa pirotècnia guanyadora del Concurs Internacional de Castells de Focs Artificials Ciutat de Tarragona s'encarregarà de disparar la seva pirotècnia a la Punta del Miracle.

- Dia 24. La Mercè i el Correfoc. Toc de matinades. Festa a la Residència la Mercè. Migdia de castells de les 4 colles castelleres locals.[5] Desfilada de foc —Correfoc— amb grups de diables i bèsties.[2] El final de la festa és la Traca davant de la qual corren milers de persones, el Glòria a Santa Tecla, cartell pirotècnic que anuncia que una celebració acaba però que ja comença el compte enrere per a la de l'any següent, i la col·lecció final de focs artificials.

## La Casa de la Festa
La Casa de la Festa de Tarragona és un equipament ubicat a la Via Augusta, número 4, just a tocar del nucli històric de la ciutat en una finca de prop de 1.400 m². Donada la significació patrimonial dels elements del Seguici Popular i dels castells, la societat civil tarragonina va reivindicar durant anys aquest equipament cultural, i l'any 1997 es va lliurar un manifest conjunt a l'Ajuntament de la ciutat. Va entrar en funcionament durant l'any 2007 com a espai de conservació i seu d'entitats, i fou inaugurat com a espai expositiu visitable diàriament el 31 de maig de 2008. Permet la conservació dels elements identitaris de la celebració, la seva explicació pedagògica i la seva difusió turística.
Aquest equipament ha estat pensat amb les aportacions de la Comissió del Seguici Popular, de l'Assemblea d'entitats i de la Taula de la Festa, integrada per especialistes d'arreu del país. D'aquesta manera, les Festes de Santa Tecla de Tarragona s'assimilen pel que fa a equipaments a la festa de Sant Fèlix a Vilafranca del Penedès, a la dels Blancs i els Blaus de Granollers, a les Festes de la Mare de Déu de la Salut d'Algemesí, a les Festes Sexennals de Morella o a la Festa o Misteri d'Elx, declarada Patrimoni Immaterial de la Humanitat per part de la UNESCO.

## Gastronomia
- El Pastís del Braç de Santa Tecla és la gastronomia dolça de les festes. Es fa el dia 20. El Pastís del Braç de Santa Tecla és d'uns 75 metres de llarg i 2.000 racions.
- Espineta amb caragolins és un plat que sovint la gent ho fa per dinar a la diada de Santa Tecla (23). És un plat on es destaca llom, cargolins, cebes, alls, albergínies, un bitxo petit, pebrots, pebres, farigola i olives.[7]
- La mamadeta és la beguda típica de les Festes de Santa Tecla de Tarragona. Es fa amb una barreja de Chartreuse verd, Chartreuse groc i granissat de llimona.[8]